# Gunilla Paijkull
Gunilla Elisabeth Paijkull, (som gift Gunilla Karlsson) född 5 september 1943, är en svensk idrottare och tidigare förbundskapten för Sveriges damlandslag i fotboll. Hon utsågs till förbundskapten 1988 och ledde bland annat laget vid VM i Kina 1991. Hon var den första kvinnliga tränare att leda ett fotbollslandslag.
Hon började spela fotboll i Tyresö IF och sedan i AIK. Hon spelade 1971 för Sveriges inofficiella landslag mot Danmark Hon började 1971 spela för Hammarby IF och utsågs 1978 till lagets huvudtränare. Senare var hon verksam som klubbtränare i Tyresö FF och en kort tid även i IFK Kalmar.
Paijkull var första kvinna att utbilda sig på högsta nivå som fotbollstränare i Sverige och var också den första kvinnliga FIFA-instruktören.
Hon medverkade i Sveriges Televisions dokumentära TV-serie Den andra sporten 2013.
Hon är utbildad till gymnastikdirektör, och arbetade hela sitt yrkesliv som lärare i idrott och franska. Privat levde hon tillsammans med Janne Sjöström fram till hans död.